# 万九楼
万九楼（義大利語：Pacifico Giulio Vanni, O.F.M.；1893年9月25日—1967年6月26日），天主教西安总教区总主教（1932年6月14日-1952年5月10日），意大利方济各会会士。
1893年9月25日，万九楼出生在意大利佛罗伦萨省蒙塔约内。1920年3月14日，26岁晋升方济各会神甫。赴中國传教。1932年6月14日（38岁）由教廷任命为天主教西安府宗座代牧，领Zapara 主教衔 。同年10月23日，由希賢主教、汉阳高尔文主教、武昌艾原道主教祝圣 。1946年4月11日，罗马教廷建立中国圣统制，万九楼任天主教西安教区总主教。
1952年5月10日（58岁）任意大利天主教皮蒂利亞諾-索瓦納教區主教。1963年7月13日（69岁）退休。1967年6月26日（73岁），万九楼主教去世，年73岁。